# Ригенеу ап Райн
Ригенеу (валл. Rhigeneu;) — король Брихейниога в VI веке.

## Биография
Ригенеу был сыном короля Брихейниога Райна ап Кинога и его жены Мауд верх Эван. Он сам стал королём Брихейниога, унаследовав престол от своего отца. О правлении Ригенеу ничего неизвестно. Ему наследовал его сын Лливарх.
В его годы правления, его младший брат Маредид, упоминающийся в «Житии Святого Кадога» как Маргедуд, правитель Рейнуга, напал на Гливисинг с сильной армией, чтобы властвовать над страной. Он приказал своим людям собирать добычу, и они окружили сто волов. Среди них был толстый бык, принадлежавший горожанам Святого Кадока. Солдаты зарезали его для еды, но отказывались приготовить. В результате король приказал вернуть всех волов своим хозяевам, которые хвалили Бога за его драгоценного слугу Кадока. Маредид ап Райн, но уже, как король Диведа, упоминается в уведомлении, приложенного к «Житии Святого Тейло» в Книге Лландава : «Маргедуд, сын Райна, король региона Деметики, чрезвычайно возбуждённый яростью и жестокостью, убил Гуврира, человека святого Тейло, пребывая в убежище Бога и перед его жертвенником». Во искуплении совершенного, Маредид, сделал передачу Mainaur Brunus для Тейло (имеется в виду Лландейло Рунус в Лланегуаде, что в Истрад-Тиви).